# Igavere (Raasiku)
Igavere – wieś w Estonii, w prowincji Harju, w gminie Raasiku.